# Crume Glacier
Crume Glacier är en glaciär i Antarktis. Den ligger i Östantarktis. Nya Zeeland gör anspråk på området. Crume Glacier ligger 612 meter över havet.
Terrängen runt Crume Glacier är kuperad västerut, men österut är den bergig. Trakten är obefolkad. Det finns inga samhällen i närheten. 